# スーパースコープ

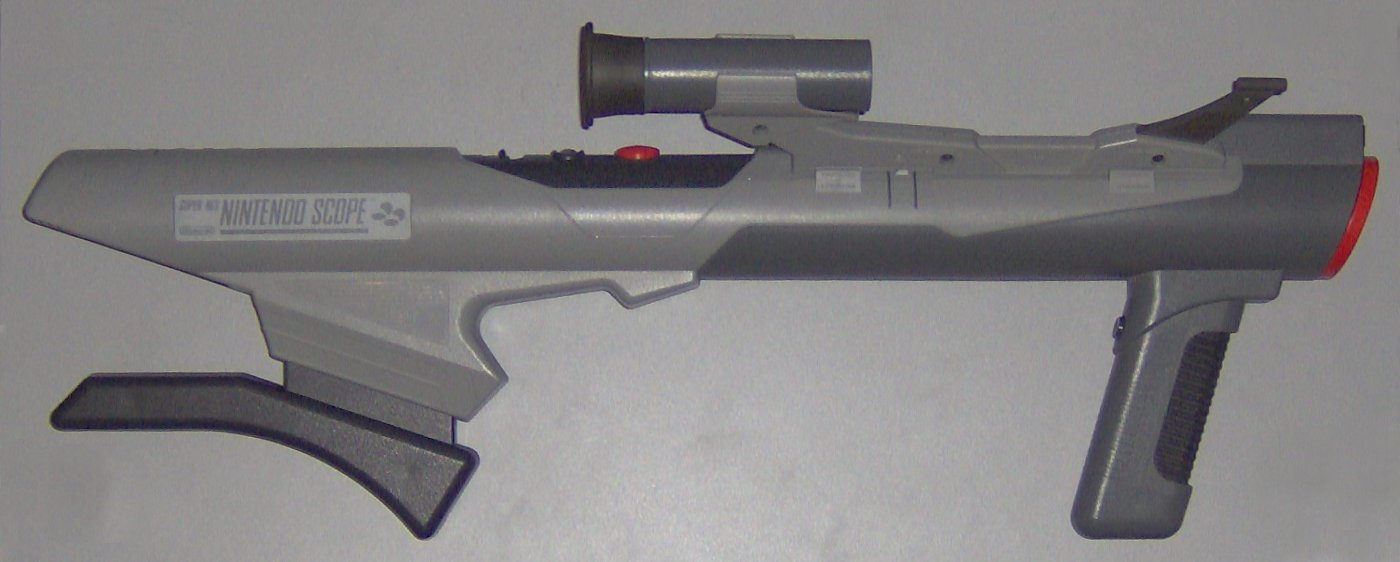
欧州版（スコープ装着済み）。FIREボタンはオレンジになっている

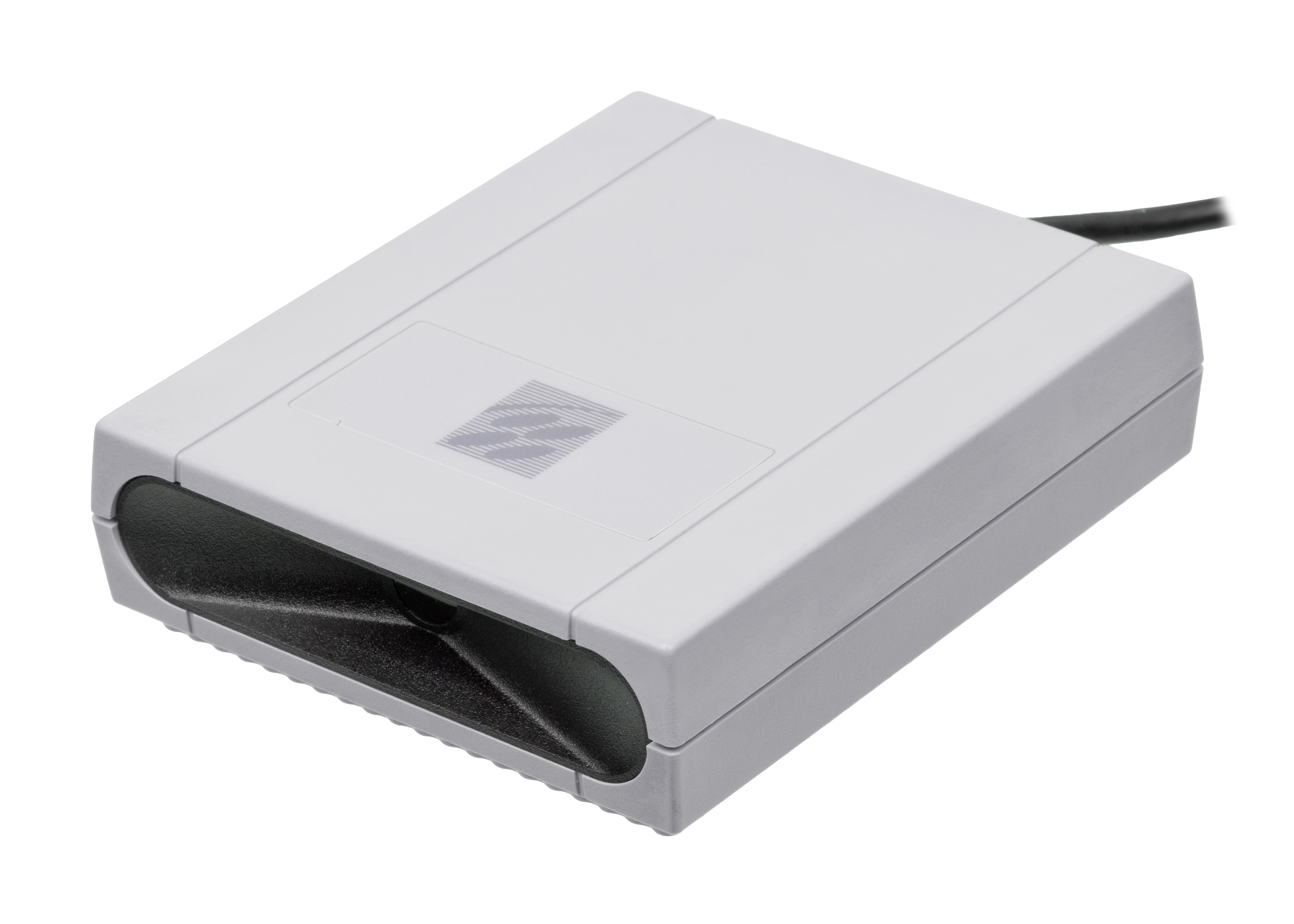
テレビの上に設置する赤外線受信機(画像は北米版)。SFC本体のコネクタポートに接続して使用する

スーパースコープは、任天堂がスーパーファミコンの周辺機器として1993年6月21日に発売した玩具。『スーパースコープ6』を同梱。

## 概要
肩撃ち式火砲の形をした赤外線ワイヤレス（光無線通信）式のコントローラで、肩に担いで使用する。スコープの赤い「FIRE」ボタンは、砲弾の発射や項目の決定に割り当てられている。付属のスコープホルダーを装着し、片目でスコープを覗き込んでその真ん中が照準となる。あらかじめ赤外線受信機をテレビの上にプレイヤーに向けて置き、スーパーファミコン本体のコネクタ2に接続する。単3乾電池6本が必要。
「FIRE」ボタンを押すと画面左上から光の点が走査される。砲口に取り付けられた光センサが光の点を感知するまでの時間をスーパーファミコン本体が計測することで撃った位置を割り出している。ただし光センサと目の位置にズレ（視差）があるため、プレイ開始前に照準位置の調整を行う必要がある。走査を行わずに画面全体を一斉に書き換える方式を採るプラズマディスプレイや液晶ディスプレイ、プロジェクタでは狙い撃ちができないので注意が必要である。
星のカービィスーパーデラックス、ヨッシーアイランドなどでスーパースコープを接続したままスーパーファミコンの電源を入れるとエラー画面が表示され、ゲームが進行しないように対策されている。

## 外部出演
発売当時に公開されたアメリカ映画『スーパーマリオ 魔界帝国の女神』の劇中では逆進化銃として使用されており、その部分がコマーシャルで放映された。
『大乱闘スマッシュブラザーズDX』以降の大乱闘スマッシュブラザーズシリーズでは射撃アイテムのひとつとして登場している。攻撃ボタンを短く押すと拘束力の高い連射弾、長く押すとふっとばし力の高い溜め弾を発射できる。
『メイド イン ワリオ』のナインボルトステージのオープニングデモで、彼の自室の壁にスーパースコープが掛けられている。
『マリオ&ルイージRPG』の敵キャラ、スナイパーキラーが持っている武器として登場している。
『The Wonderful 101』にて、ユナイト・ガンを巨大に作るとスーパースコープの形になる。
『ゲームセンターCX』のミニコーナーにて使用された。
『スプラトゥーン3』ではブキ『S-BLAST92』の元ネタになっている。

## 対応ソフト
- スーパースコープ6（任天堂、1993年6月21日） - スーパースコープに同梱
- スペースバズーカ（任天堂、1993年6月21日）
- ヨッシーのロードハンティング（任天堂、1993年7月14日）
- X ZONE（ケムコ、1993年8月27日）
- DESTRUCTIVE（バンダイ、1993年8月27日）
- レッド・オクトーバー（アルトロン、1993年10月1日）
- メタルコンバット（任天堂、1993年12月） - 日本未発売
- ターミネーター2・ジ・アーケード（アクレイム、1994年2月25日）